# Bourg-Bruche
Bourg-Bruche település Franciaországban, Bas-Rhin megyében. Lakosainak száma 380 fő (2022. január 1.). Bourg-Bruche Lubine, Saint-Stail, Colroy-la-Roche, Ranrupt, Saales, Saulxures és Urbeis községekkel határos.

## Népesség
A település népességének változása:
| Lakosok száma | 450  | 471  | 477  | 468  | 439  | 411  | 382  | 381  | 380  |
|               | 2013 | 2015 | 2016 | 2017 | 2018 | 2019 | 2020 | 2021 | 2022 |